# Bogdan Krajewski
Bogdan Krajewski (ur. 1 lipca 1946 w Płocku, zm. 1 września 2013 w Chełchach-Jakusach) – polski gitarzysta, muzyk sesyjny, nauczyciel gry na gitarze. 

## Życiorys
We wczesnym dzieciństwie wraz z rodzicami przeprowadził się z Płocka do Warszawy. Po maturze przez rok pracował, jako łącznościowiec w jednej ze stołecznych central telefonicznych. W szkole średniej zainteresował się grą na gitarze – był to okres popularności bigbitu. Debiutował w warszawskich zespołach – Grupa Bluesowa „Tabu” i soulowy Ogień. 
Na ogólnopolskiej estradzie zadebiutował jako gitarzysta grupy Gramine a następnie jazz-rockowej formacji Koman Band z którą wówczas współpracowali Krystyna Prońko i Stan Borys. 

Krajewski grał z Komanem i tam najwyraźniej zaraził się jazzowaniem czyli improwizowaniem na określony muzyczny temat. Tak mogą jednak grać najlepsi muzycy – tacy, w których muzyka sama gra...

Po rozstaniu z zespołem Janusza Komana w czerwcu 1976 roku, jako muzyk grupy Spisek rozpoczął współpracę z Haliną Frąckowiak a później kierował zespołem akompaniującym Zdzisławie Sośnickiej. Koncertował w Stanach Zjednoczonych i w Finlandii oraz nagrywał na potrzeby rozgłośni radiowych i wytwórni płytowych. W późniejszych latach grywał w rozmaitych składach koncertowych i studyjnych, a także przez pewien czas na promach. W latach dziewięćdziesiątych założył własną grupę Park Jurajski, lecz z czasem coraz rzadziej pracował w zawodzie muzyka. Stało się tak w wyniku jego indywidualnego wyboru. Po przejściu na emeryturę osiedlił się we wsi Chełchy-Jakusy, nawiązał współpracę z Gminnym Ośrodkiem Kultury w Karniewie i założył szkółkę gitarową dla miejscowej młodzieży. Był także jurorem Mazowieckiego Przeglądu Zespołów Kabaretowych „Stopa” 2013 w Karniewie, gdzie podczas artystycznej gali wystąpił ze swoimi uczniami. Ponadto grywał też ze znajomymi muzykami, którzy go odwiedzali. 

Bogdan Krajewski opowiada jak postanowił się odrodzić. Przeszedł na wegetarianizm, dzięki czemu „zrzucił” jakieś 60 kg nadwagi (a ważył 140 kg). Wszystkie dolegliwości minęły jak ręką odjął. Wyrzucił z domu telewizor, tego – jak mówi – kłamczucha. Spalił wszystkie dokumenty własnej muzycznej przeszłości. Poczuł się odrodzony, inny... Ale naturę pokonać trudno. Pojechał Krajewski do Gminnego Ośrodka Kultury w Karniewie. Jego dyrektor Krzysztof Twardowski jest człowiekiem otwartym. Uznał, że muzyk z takim doświadczeniem może się przydać. Zatrudnił Krajewskiego na zlecenie i tak powstała szkoła gitarowa. Zgłosiło się ośmioro chętnych dzieciaków. Nawet zdolnych. Gitara to nadal fascynujący instrument, a przy tym o tyle atrakcyjny, że można ją zabrać na wycieczkę, na obóz, zagrać przy ognisku. Niestety ma pewien „kaprys” – trzeba ją „przełamać”. Wygląda to jak przełamanie młodego konia pod siodło przez ujeżdżającego. Przełamanie gitary polega na tym, że opuszki palców gitarzysty muszą stwardnieć, zaś palce lewej ręki nabrać siły. To wymaga trenowania chwytów przez ładne kilka miesięcy, przy czym na palcach robią się bąble. To zniechęcało wielu amatorów gitary. Tak było z uczniami szkoły Krajewskiego – z ośmiu amatorów zostało trzech. Ale oni już przekroczyli gitarowy Rubikon. Instrumenty są już im posłuszne. Muzyk liczy na kolejny nabór do gitarowej szkoły.

Zmarł 1 września 2013 roku w Chełchach-Jakusach. Został pochowany na Cmentarzu Komunalnym Północnym na Wólce Węglowej (kwatera S-II-5-1-10). 
28 września 2013 roku o godz. 18:00 odbył się koncert pożegnalny, zatytułowany Gramy bluesa dla Bogusia. Wystąpiły zespoły: Why Ducky?, Szulerzy i Mojo.

## Dyskografia

### Albumy
Z zespołem Koman Band:
- 2021: Continuation (CD, GAD Records – GAD CD 149)[8]

### Inne nagrania
- 1982: Waldemar Kocoń – Credo (LP, Intertone – 211040X)[8]